# Axel Hager
Axel Hager (Burg auf Fehmarn, 14 maart 1969) is een voormalig Duits volleyballer en beachvolleyballer. In de laatste discipline won hij met Jörg Ahmann in 2000 de bronzen medaille bij de Olympische Spelen. Daarnaast werd hij vijfmaal Duits kampioen.

## Carrière

### Zaal
Hager speelde sinds 1981 in de zaal en kwam voor 1. SC Norderstedt en Dürener TV uit in de Bundesliga.

### Beach

#### 1993 tot en met 1999
Hager vormde gedurende zijn hele beachvolleybalcarrière een team met Jörg Ahmann. In 1993 werden ze Duits kampioen en een jaar later debuteerden ze in de FIVB World Tour. Het duo speelde drie wedstrijden en behaalde onder meer een vierde plaats in Marseille. Bovendien wonnen ze de bronzen medaille bij de Europese kampioenschappen in Almería. Het jaar daarop namen ze deel aan zeventien FIVB-toernooien met vier vijfde plaatsen (Marbella, Berlijn, Busan en Tenerife) als beste resultaat. Verder won het duo voor de tweede keer de nationale titel. In 1996 prolongeerden ze hun nationale titel. Het tweetal deed daarnaast mee aan twaalf reguliere toernooien in de World Tour; ze behaalden een zevende (Fortaleza) en vijf negende plaatsen (Alanya, Berlijn, Espinho, Jakarta en Durban). Bij de Olympische Spelen in Atlanta verloren Hager en Ahmann in de derde ronde van de latere, Amerikaanse olympisch kampioenen Karch Kiraly en Kent Steffes, waarna ze in de herkansingsronde definitief werden uitgeschakeld door de Canadezen John Child en Mark Heese. Verder wonnen ze de zilveren medaille bij de EK in Pescara achter het Tsjechische duo Michal Palinek en Marek Pakosta.
Het daaropvolgende seizoen namen Hager en Ahmann deel aan de eerste officiële wereldkampioenschappen in Los Angeles. Ze werden in de eerste ronde uitgeschakeld door de latere, Braziliaanse winnaars Rogério Ferreira en Guilherme Marques. Daarnaast speelden ze negen internationale wedstrijden waarbij ze in Klagenfurt met een tweede plek in hun eerste podiumplaats in de World Tour behaalden. Bovendien won het tweetal opnieuw de Duitse titel. In 1998 werden ze voor de vijfde keer en voor de vierde maal op rij nationaal kampioen. Ze deden verder mee aan negen internationale toernooien; ze werden eenmaal tweede (Marseille) en eenmaal derde (Moskou). Het jaar daarop kwamen Hager en Ahmann bij elf reguliere FIVB-toernooien niet verder dan drie negende plaatsen (Moskou, Berlijn en Oostende). Bij de WK in Marseille verloren ze in de derde ronde van de Amerikanen Kiraly en Adam Johnson. Vervolgens werden ze in de herkansing door het Amerikaanse duo Robert Heidger en Kevin Wong definitief uitgeschakeld. Bij de EK in Palma kwam het duo niet verder dan een zeventiende plaats.

#### 2000 tot en met 2004
In 2000 speelden Hager en Ahmann in aanloop naar de Olympische Spelen in Sydney twaalf wedstrijden in de World Tour met drie negende plaatsen (Chicago, Espinho en Klagenfurt) als beste resultaat. In Sydney bereikte het tweetal de halve finale die verloren ging tegen de Brazilianen Ricardo Santos en Zé Marco. In de troostfinale waren ze daarna te sterk voor de Portugezen Miguel Maia en João Brenha, waardoor ze brons wonnen. Bij de EK in Getxo werden ze in de vierde herkansingsronde uitgeschakeld door het Zweedse duo Simon Dahl en Björn Berg. Het seizoen daarop kwam het duo bij de EK in Jesolo niet verder dan de eerste herkansingsronde tegen hun landgenoten Oetke en Andreas Scheuerpflug. In de World Tour namen ze deel aan zeven reguliere toernooien met een zevende plaats in Stavanger als beste resultaat. Bij de WK in Klagenfurt verloren Hager en Ahmann de zestiende finale van het Australische duo Julien Prosser en Lee Zahner en bij de Goodwill Games in Brisbane behaalden ze een elfde plaats.
Het duo bereikte in 2002 bij de EK in Bazel de tweede herkansingsronde die verloren werd van de Oostenrijkers Peter Gartmayer en Robert Nowotny. In de World Tour deden ze mee aan acht toernooien en behaalden ze twee vijfde plaatsen (Stavanger en Fortaleza). Het daaropvolgende jaar speelde het tweetal drie reguliere FIVB-wedstrijden en was het actief op de WK in Rio de Janeiro. In Rio werden Hager en Ahmann in de zestiende finale door hun landgenoten David Klemperer en Niklas Rademacher uitgeschakeld. Bij de EK in Alanya kwamen ze niet verder dan de achtste finale die verloren werd van hun landgenoten Markus Dieckmann en Jonas Reckermann. Daarnaast speelde Hager twee wedstrijden met Thomas Kröger en een met Edgar Krank. Een jaar later werden Hager en Ahmann bij de EK in Timmendorfer Strand vijfde, nadat ze in de kwartfinale opnieuw van Dieckmann en Reckermann verloren hadden. Daarnaast deden ze mee aan zes toernooien in de World Tour met een negende plaats in Lianyungang als beste resultaat. Na afloop van het seizoen beëindigde hij zijn sportieve carrière.

## Palmares
Kampioenschappen
- 1993:  NK
- 1994:  EK
- 1995:  NK
- 1996: 9e OS
- 1996:  EK
- 1996:  NK
- 1997:  NK
- 1998:  NK
- 2000:  OS

FIVB World Tour
- 1997:  Klagenfurt Open
- 1998:  Marseille Open
- 1998:  Moskou Open